# Premier ministre d'Éthiopie
Le Premier ministre d'Éthiopie (amharique: የኢትዮጵያ ጠቅላይ ሚኒስትር, YeItyopya teqlay minister) est le chef de l'exécutif et le président du Conseil des ministres d'Éthiopie.
Jusqu'en 1995, les différents Premiers ministres avaient peu d'influence par rapport au chef de l'État, que ce soit sous l'empire ou sous la république. Avec l'entrée en vigueur de la Constitution de 1994, le Premier ministre est devenu le véritable détenteur du pouvoir exécutif. 
Le poste est actuellement occupé par Abiy Ahmed depuis 2018.

## Nomination
Le Premier ministre est élu parmi les membres de la  Chambre des représentants des peuples (article 73-1), son mandat correspond à celui d'un membre de ce Conseil (article 72-3), c'est-à-dire cinq ans. Il est responsable, avec le Conseil des ministres, devant la Chambre des représentants des peuples (article 72-2).

## Pouvoirs et fonctions
Le Premier ministre détient, avec le Conseil des ministres, les pouvoirs exécutifs suprêmes du gouvernement fédéral (article 72-1). Ses pouvoirs et ses fonctions sont décrites à l'article 74 de Constitution :
- il est chef de l'exécutif, président du Conseil des ministres et commandant en chef des forces armées nationales (article 74-1);
- il doit soumettre les nominations pour les postes ministériels au vote de la Chambre des représentants des peuples (article 74-2);
- il doit suivre et assurer la mise en œuvre des lois, des politiques, des directives et des autres décisions adoptées par de la Chambre des représentants des peuples (article 74-3);
- il est le représentant du Conseil des ministres qu'il dirige et dont il coordonne les activités (article 74-4);
- il supervise la mise en œuvre des politiques, des règlementations, des directives et des autres décisions adoptées par le Conseil des ministres (article 74-5);
- il supervise la mise en œuvre de la politique étrangère (article 74-6);
- il choisit et soumet au vote de la Chambre des représentants des peuples les nominations pour les postes de commissaires, de président et vice-président de la Cour suprême fédérale et le poste de Vérificateur général (article 74-7);
- il supervise la gestion de l’administration fédérale et prend les mesures nécessaires afin d'assurer son bon fonctionnement (article 74-8);
- il nomme les hauts fonctionnaires du gouvernement fédéral, autre que ceux mentionnés dans les alinéas 2 et 3 de l'article 74 (article 74-9);
- en accord avec les normes légales en vigueur, il présente au Président une liste de personnes nommées susceptibles de recevoir une médailles ou une distinction (article 74-10);
- il doit soumettre périodiquement des rapports sur le travail accompli par l'Exécutif, sur ses plans et ses propositions (article 74-11);
- il doit s’acquitter des responsabilités qui lui sont confiées par la Constitution et d’autres lois (article 74-12);
- il doit obéir et appliquer la Constitution (article 74-13).

En cas d'impossibilité d'exercice du pouvoir ou d'absence du Premier ministre, le Vice-Premier ministre agira en son nom (article 75-1-b).

## Siège
Le siège de la primature est le palais Ménélik d'Addis-Abeba.

## Source
Tous les articles cités font référence (sauf mention contraire) à la Constitution.